# Secret d'État (film, 2014)
Pour les articles homonymes, voir Secret d'État (homonymie).
Ne pas confondre avec Raisons d'État (The Good Shepherd), un film de 2006 réalisé par Robert De Niro.
Pour plus de détails, voir Fiche technique et Distribution.
Secret d'État (Kill the Messenger) est un thriller américain réalisé par Michael Cuesta sorti en 2014.

## Synopsis
Gary Webb, journaliste au San Jose Mercury News, tente de révéler l'implication de la CIA dans le trafic de drogue pour financer les contras au Nicaragua dans les années 1980. La cocaïne arrivant en Californie est transformée en crack et vendue dans les banlieues noires de Los Angeles en provoquant ce qui fut nommé une « épidémie de crack. »
À la suite de la parution de son article The Dark Alliance, il est pris à partie par ses confrères sur la fiabilité de ses sources. Mis à l’écart par son journal, il démissionne le jour de la remise de son prix Pulitzer.

## Fiche technique
- Titre original : Kill the Messenger
- Titre français : Secret d'État
- Titre québécois :
- Réalisation : Michael Cuesta
- Scénario : Peter Landesman, d'après les livres Kill the Messenger de Nick Schou et Dark Alliance (en) de Gary Webb
- Direction artistique : John Paino
- Décors : Scott G. Anderson
- Costumes : Doug Hall
- Montage : Brian A. Kates
- Musique : Nathan Johnson
- Photographie : Sean Bobbitt
- Son : Paul Hsu
- Production : Pamela Abdy, Naomi Despres, Jeremy Renner et Scott Stuber
- Production déléguée : Michael Bederman, Don Handfield et Peter Landesman
- Sociétés de production : Bluegrass Films et The Combine
- Sociétés de distribution : Focus Features (États-Unis), Metropolitan Filmexport (France)
- Budget : 5 millions de dollars
- Pays d'origine : États-Unis
- Langue originale : anglais
- Format : couleur - 35 mm - 2,35:1 - son Dolby Digital
- Genre : thriller et biopic
- Durée : 112 minutes
- Dates de sortie :
  -  États-Unis : 28 septembre 2014 (festival du film de Denver) ; 10 octobre 2014
  -  France : 26 novembre 2014

## Distribution

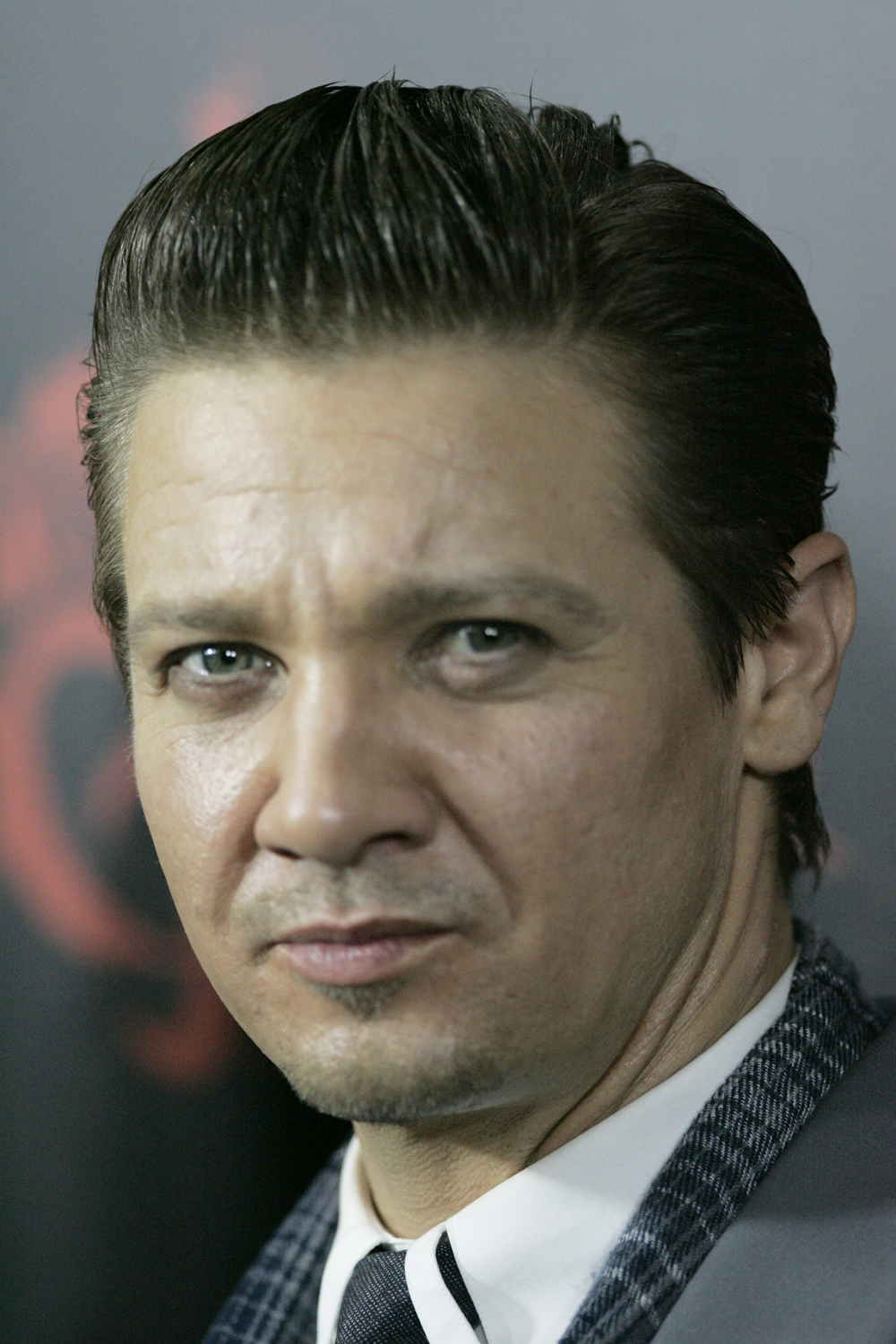
L'acteur et producteur du film, Jeremy Renner, l'année de tournage du film.

- Jeremy Renner (VF : Jérôme Pauwels) : Gary Webb
- Rosemarie DeWitt : Susan Webb
- Ray Liotta (VF : Emmanuel Jacomy) : John Cullen
- Barry Pepper (VF : David Krüger) : Russell Dodson
- Mary Elizabeth Winstead (VF : Alexandra Garijo) : Anna Simons
- Paz Vega (VF : Ethel Houbiers) : Coral Bacca
- Oliver Platt (VF : Daniel Lafourcade) : Jerry Ceppos
- Michael Sheen (VF : Joël Zaffarano) : Fred Weil
- Richard Schiff : Richard Zuckerman
- Andy García (VF : Bernard Gabay) : Norwin Meneses
- Robert Patrick : Ronny Quail
- Michael K. Williams (VF : Jean-Paul Pitolin) : « Freeway » Rick Ross
- Joshua Close (VF : Vincent de Bouard) : Rich Kline
- Tim Blake Nelson : Alan Fenster
- Gil Bellows (VF : Thierry Ragueneau) : Leo Walinsky
- Lucas Hedges (VF : Gabriel Bismuth-Bienaimé) : Ian Webb
- Susan Walters : la rédactrice du Los Angeles Times

Source et légende : Version française (VF) sur RS Doublage et selon le carton du doublage français cinématographique.

## Production

### Tournage
Le tournage débute le 16 juillet 2013 dans l’État de Géorgie, notamment à Atlanta, le comté de Cobb et Decatur,.